# Баффало (город, Миннесота)
Баффало (англ. Buffalo) — город в округе Райт, штат Миннесота, США. На площади 20,2 км² (15,6 км² — суша, 4,6 км² — вода), согласно переписи 2000 года, проживают 10 097 человек. Плотность населения составляет 646,5 чел./км².
- Телефонный код города — 763
- Почтовый индекс — 55313
- FIPS-код города — 27-08452[1]
- GNIS-идентификатор — 0640603[2]